# Södra Slätskär (Kökar, Åland)
Södra Slätskär är ett skär i Åland (Finland). Det ligger i Skärgårdshavet och i kommunen Kökar i landskapet Åland, i den sydvästra delen av landet. Ön ligger omkring 80 kilometer öster om Mariehamn och omkring 210 kilometer väster om Helsingfors. Södra Slätskär ligger 6 meter över havet.
Öns area är 2,9 hektar och dess största längd är 260 meter i öst-västlig riktning. Trakten är glest befolkad. Det finns inga samhällen i närheten.